# Cole Kmet
Cole Kmet (* 10. März 1999 in Lake Barrington, Illinois) ist ein US-amerikanischer American-Football-Spieler auf der Position des Tight Ends. Er spielt für die Chicago Bears in der National Football League (NFL).

## Frühe Jahre
Kmet wuchs in Illinois auf. Sowohl sein Vater Frank Kmet als auch sein Onkel Jeff Zgonina waren ebenfalls NFL-Spieler. Cole Kmet besuchte die St. Viator High School in Arlington Heights, Illinois, an der er in der Football- und Baseballmannschaft aktiv war. In der Footballmannschaft kam er sowohl in der Offense als auch in der Defense zum Einsatz. Dabei konnte er in seinem letzten Jahr an der Schule in der Offense den Ball für 773 Yards und 4 Touchdowns fangen und mit dem Ball für 31 Yards und einen Touchdowns laufen, in der Defense verzeichnete er 32 Tackles und 4 Sacks. Er galt als einer der besten Tight Ends seines Jahrgangs und war daneben auch ein herausragender Baseballspieler. Nach seinem Highschoolabschluss erhielt Kmet ein Stipendium der University of Notre Dame aus South Bend, Indiana. Dort war er ebenfalls in der Football- und Baseballmannschaft aktiv. In der Footballmannschaft kam er in insgesamt 35 Spielen zum Einsatz und konnte dabei den Ball für 691 Yards und 6 Touchdowns fangen. 2017 konnte er mit seinem Team den Citrus Bowl, 2019 den Camping World Bowl gewinnen.

## NFL
Beim NFL-Draft 2020 wurde Kmet in der 2. Runde an 43. Stelle von den Chicago Bears ausgewählt. Er gab am 1. Spieltag der Saison 2020 beim 27:23-Sieg gegen die Detroit Lions sein NFL-Debüt. Am 2. Spieltag konnte er beim 17:13-Sieg gegen die New York Giants seinen ersten Pass von Quarterback Mitchell Trubisky über 12 Yards fangen. Daraufhin stand er am 3. Spieltag beim 30:26-Sieg gegen die Atlanta Falcons erstmals in der Startformation der Bears. Am 6. Spieltag konnte Kmet beim 23:16-Sieg gegen die Carolina Panthers seinen ersten Touchdown nach einem Pass von Nick Foles fangen. Seinen zweiten Touchdown fing er am 13. Spieltag bei der 30:34-Niederlage gegen die Detroit Lions von Trubisky. Insgesamt kam Kmet in der Regular Season seiner Rookie-Saison regelmäßig zum Einsatz, er spielte in allen 16 Partien, davon neunmal als Starter, und konnte dabei den Ball für 243 Yards und 2 Touchdowns fangen. Er wurde daneben auch verstärkt als Blocker eingesetzt. Mit 8 gewonnenen und 8 verlorenen Spielen konnten sich die Bears in dieser Saison für die Playoffs qualifizieren. Dort trafen sie in der 1. Runde auf die New Orleans Saints. Kmet war in diesem Spiel Starter und konnte drei Pässe für 16 Yards fangen, die 9:21-Niederlage jedoch auch nicht verhindern. Zu Beginn der Saison 2021 avancierte er zum Stammspieler und kam in allen Spielen als Starter zum Einsatz. Am 9. Spieltag konnte er bei der 27:29-Niederlage gegen die Pittsburgh Steelers den Ball insgesamt sechsmal für 87 Yards fangen, bis heute sein Karrierebestwert an gefangenen Yards. Beim 16:14-Sieg gegen die Detroit Lions am 12. Spieltag konnte er sogar 8 Pässe von Andy Dalton fangen, allerdings nur für insgesamt 65 Yards. Dies konnte er am 15. Spieltag noch einmal übertreffen, als er bei der 9:17-Niederlage gegen die Minnesota Vikings den Ball für 71 Yards fing.
Auch in der Saison 2022 blieb Kmet Stammspieler in der Offense der Bears. Im Verlauf der Saison wurde er auch mehr ins Passspiel eingebunden. Seinen ersten Touchdown der Saison fing er am 8. Spieltag bei der 29:49-Niederlage gegen die Dallas Cowboys. Sowohl bei der 32:35-Niederlage gegen die Miami Dolphins als auch bei der 30:31-Niederlage gegen die Detroit Lions an den folgenden beiden Spieltagen konnte er je zwei Touchdowns fangen. Mit insgesamt 544 gefangenen Yards und sieben Touchdowns war er der beste Spieler der Bears in beiden Kategorien in der Saison. Im Juli 2023 unterschrieb er daraufhin einen neuen Vertrag über vier Jahre bei den Bears. Am 4. Spieltag der Saison 2023 konnte er bei der 28:31-Niederlage gegen die Denver Broncos erneut zwei Touchdowns fangen, beide nach Pass von Quarterback Justin Fields. Beim 27:16-Sieg gegen die Arizona Cardinals fing er insgesamt vier Pässe für 107 Yards, wodurch er einen neuen Karrierebestwert an Yards pro Spiel erreichte. Mit 719 Yards und 6 Touchdowns erreichte er in der Saison in beiden Kategorien den zweitbesten Wert der Bears hinter Receiver D. J. Moore.

## Karrierestatistiken
| Legende | Legende            |
| ------- | ------------------ |
| Fett    | Karrierehöchstwert |

### Regular Season
| Saison                             | Team             | Spiele   | Spiele      | Gefangen  | Gefangen | Gefangen     | Gefangen | Gefangen | Fumbles | Fumbles         |
| Saison                             | Team             | Einsätze | als Starter | Passfänge | Yards    | Durchschnitt | Längste  | TD       | Fumbles | davon verlorene |
| ---------------------------------- | ---------------- | -------- | ----------- | --------- | -------- | ------------ | -------- | -------- | ------- | --------------- |
| 2020                               | Bears            | 16       | 9           | 28        | 243      | 8,7          | 38       | 2        | 1       | 1               |
| 2021                               | Bears            | 17       | 17          | 60        | 612      | 10,2         | 25       | 0        | 0       | 0               |
| 2022                               | Bears            | 17       | 17          | 50        | 544      | 10,9         | 50       | 7        | 1       | 0               |
| 2023                               | Bears            | 17       | 17          | 73        | 719      | 9,8          | 53       | 6        | 1       | 0               |
| 2024                               | Bears            | 17       | 16          | 47        | 474      | 10,1         | 31       | 4        | 0       | 0               |
| Gesamte Karriere                   | Gesamte Karriere | 84       | 76          | 258       | 2592     | 10,0         | 53       | 19       | 3       | 1               |
| Quelle: pro-football-reference.com |                  |          |             |           |          |              |          |          |         |                 |

### Postseason
| Saison                             | Team             | Spiele   | Spiele      | Gefangen  | Gefangen | Gefangen     | Gefangen | Gefangen | Fumbles | Fumbles         |
| Saison                             | Team             | Einsätze | als Starter | Passfänge | Yards    | Durchschnitt | Längste  | TD       | Fumbles | davon verlorene |
| ---------------------------------- | ---------------- | -------- | ----------- | --------- | -------- | ------------ | -------- | -------- | ------- | --------------- |
| 2020                               | Bears            | 1        | 1           | 3         | 16       | 5,3          | 9        | 0        | 0       | 0               |
| Gesamte Karriere                   | Gesamte Karriere | 1        | 1           | 3         | 16       | 5,3          | 9        | 0        | 0       | 0               |
| Quelle: pro-football-reference.com |                  |          |             |           |          |              |          |          |         |                 |